# Henry Brooke
Pour les articles homonymes, voir Brooke.
Henry Brooke (1703 - 1783, Dublin) est un écrivain irlandais.
Il a donné un poème estimé La beauté universelle, plusieurs tragédies, dont la plus connue est Gustave Vasa (1739) et plusieurs romans le Fou de Qualité, Juliette Grenville, etc. Ses œuvres diverses (non compris ses romans) ont été publiées à Londres en 1780, 4 volumes in-8.

## Biographie
Henry Brooke étudie à Trinity College à partir de 1720, avant de déménager à Londres en 1724. Il épouse en Irlande Catherine Meares, une de ses cousines, avant de retourner à Londres pour y publier Universal Beauty (La Beauté Universelle) en 1735, notamment relu par Alexander Pope ; les deux hommes deviennent ensuite voisins, habitant tous deux à Twickenham.
Brooke publie en 1739 Gustave Vasa, mais la pièce est interdite de représentation à Londres ; elle sera jouée à Dublin sous le titre The Patriot. En 1745, il fait paraître Farmer's Letters to the Protestants of Ireland, prenant position contre les catholiques irlandais lors de la seconde rébellion jacobite.
La publication du Fou de qualité (The Fool of Quality) en cinq tomes s’étale de 1765 à 1770 ; ce roman est considéré comme la plus connue de ses œuvres. Diminué par la mort de sa femme, il meurt le 10 octobre 1783 à Dublin ; de ses vingt-deux enfants, seuls deux lui survivent : Arthur et Charlotte. Arthur Brooke meurt peu après en mission en Inde pour l’East India Company, tandis que Charlotte Brooke, elle-même poète et traductrice, fait paraître une collection des œuvres de son père de façon posthume en 1792. En 1804 paraît Brookiana, une compilation de documents relatifs à Henry Brooke recueillis par C. H. Wilson.

## Ouvrages

### Tragédies
- Gustave Wasa (Gustavas Vasa, the Deliverer of his Country, 1739)
- Le Comte de Westmoreland
- Le Comte d’Essex

### Poésie
- La Beauté Universelle (Universal Beauty, 1735)
- The femals seducers
- The Poetical Works of Henry Brooke (1792)

### Romans
- Le Fou de qualité (The Fool of Quality; or the History of Henry Earl of Moreland, 1765-1770)
- Juliette Grenville (Juliet Grenville; or the History of the Human Heart, 1773)